# Евтухов, Виктор Леонидович
Виктор Леонидович Евтухов (род. 2 марта 1968 года, Ленинград, РСФСР, СССР) — российский государственный и политический деятель. С 2023 года находится под санкциями всех стран Евросоюза и США за поддержку российской войны и агрессии против Украины.

### Образование
В 1993 году окончил Ленинградский финансово-экономический институт по специальности «экономическая кибернетика».
В 2002 году окончил юридический факультет Санкт-Петербургского Государственного университета, в 2004 году — магистратуру факультета международных отношений Санкт-Петербургского Государственного университета.
В 2008 году окончил Санкт-Петербургский Международный институт менеджмента (IMISP) по программе «Мастер делового администрирования».
Кандидат экономических наук, магистр регионоведения (страны Европы) и магистр делового администрирования.

### Начало карьеры
1987—1989 — проходил срочную службу в рядах Вооружённых Сил СССР.
С сентября 1990 года по январь 1991 года — комплектовщик на Ленинградском экспериментальном заводе сельхозмашиностроения.
С января 1991 года по июль 1993 года — коммерческий директор ТОО «АГРО».
С августа 1993 года по ноябрь 1994 года — коммерческий директор АОЗТ «Адвент».
С ноября 1994 по декабрь 1996 года — коммерческий директор ТОО «Адвент».
С января по август 1997 года — коммерческий директор ООО «Центр оптовой торговли».
С августа 1997 года по январь 1998 года — коммерческий директор ООО «ЦОТ».
С февраля по март 1998 года — финансовый директор ООО «Восток-Сервис».
С апреля по декабрь 1998 года — финансовый директор ООО «Фирма „Интер-контроль“».

### Политическая карьера
С 1998 года — депутат Законодательного Собрания Санкт-Петербурга второго созыва. Являлся председателем постоянной комиссии по промышленности, экономике и собственности, заместителем председателя постоянной комиссии по социальным вопросам и членом профильной комиссии по вопросам молодежи, спорта и туризма.
В 2002 году — депутат Законодательного Собрания Санкт-Петербурга третьего созыва. Являлся советником Губернатора Санкт-Петербурга на общественных началах.
В 2007 году — депутат Законодательного Собрания Санкт-Петербурга четвёртого созыва от партии «Единая Россия». Возглавлял комитет по законодательству.
6 ноября 2009 года губернатор Санкт-Петербурга В. И. Матвиенко назначила его членом Совета Федерации Федерального Собрания Российской Федерации — представителем в Совете Федерации Федерального Собрания Российской Федерации от Правительства Санкт-Петербурга
11 ноября 2009 года Законодательное Собрание Санкт-Петербурга согласилось с его назначение на должность члена Совета Федерации. «За» проголосовал 31 депутат, против — 3 .
25 ноября 2009 года Совет Федерации подтвердил его полномочия члена Совета Федерации.
Со 2 февраля 2011 года — председатель Комиссии Совета Федерации по жилищной политике и жилищно-коммунальному хозяйству.
16 февраля 2011 года Президент своим Указом назначил Виктора Евтухова заместителем Министра юстиции Российской Федерации.
10 сентября 2012 года освобождён от должности заместителя министра юстиции Российской Федерации.
С сентября 2012 года по июнь 2024 — статс-секретарь - заместитель Министра промышленности и торговли Российской Федерации.
12 июня 2024 г. перешел на работу в Администрацию президента Российской Федерации, где возглавил управление по государственной политике в сфере оборонно-промышленного комплекса.

## Награды
- Медаль ордена «За заслуги перед Отечеством» II степени (21 декабря 2013) — за достигнутые трудовые успехи и многолетнюю добросовестную работу[13]
- Медаль «В память 300-летия Санкт-Петербурга»
- Знак Администрации Санкт-Петербурга «За гуманизацию школы» — за активную работу с молодежью и пропаганду здорового образа жизни
- Знак «Отличник физкультуры и спорта»
- Золотая медаль Законодательного Собрания Санкт-Петербурга
- Медаль «За вклад в создание Евразийского экономического союза» 1 степени (8 мая 2015 года, Высший совет Евразийского экономического союза)[14]
- Медаль «За вклад в развитие Евразийского экономического союза» (29 мая 2019 года, Высший совет Евразийского экономического союза)[15]
- Командор ордена Звезды Италии (2 декабря 2021), лишён награды указом Президента Италии Серджо Маттареллы 9 мая 2022 «за недостойность»)[16]

## Классный чин
- Действительный государственный советник Санкт-Петербурга I класса

## Семья
Женат, воспитывает двух дочерей.